# Биг-Вуд
Биг-Вуд (англ. Big Wood River) — река на юге центральной части штата Айдахо, США. Является наряду с рекой Литл-Вуд одной из двух составляющих реки Малад, которая в свою очередь является притоком реки Снейк. Длина составляет около 220 км. Средний расход воды — 13,14 м³/с.
Протекает через города Сан-Валли и Кетчум, где принимает такие притоки как Ворм-Спрингс и Трэйл. Ниже города Кетчум в Биг-Вуд впадает Ист-Форк, затем река протекает дальше через города Хэйли и Беллевю. Продолжая течь в южном направлении, река впадает в водохранилище Мэджик, где принимает приток Камас. После выхода из водохранилища река протекает через округа Линкольн и Гудинг. К западу от города Гудинг Биг-Вуд соединяется с рекой Литл-Вуд, формируя реку Малад.
На реке и её притоках имеется множество водохранилищ и каналов, которые используются для орошения.